# Kap Bambino
Kap Bambino es un dúo de música electrónica formado en Burdeos, Francia.
Formaron parte de varios festivales reconocidos como ZXZW, Dot to Dot y compartieron escenario con Felix Kubin, DAT Politics, These New Puritans, Late of the Pier y Patric Catani. En 2001, Martial creó el sello independiente "wwilko" para la edición de su material. Fueron mencionados en las revistas NME, Another Magazine, Dummy Mag, Dazed & Confused. Además, aparecen en el film de 2007 de Matt Irwin para Armani Exchange.
Desde el lanzamiento de Blacklist ganaron muchísima popularidad alrededor de todo el mundo. Desde sus inicios tocaron en forma independiente por toda Europa, Japón y el continente Americano, incluyendo en la última gira del 2009 países de Latinoamérica como: México, Costa Rica y Colombia. 
Los dos tienen proyectos paralelos por separado, Bouvier es "Groupgris", y Martial es "Khima France".

## Discografía
- 2002: Love (wwilko)
- 2006: Zero Life, Night Vision  (wwilko)
- 2008: Zero Life, Night Vision 12 (Alt < Del)
- 2009: Blacklist (Because)
- 2012: Devotion (2012) (Because)
- 2019: Dust, Fierce, Forever (Because)
- 2025: No Domination

### Simples y EP
- 2002: NAZ4 (wwilko)
- 2005: Neutral (wwilko)
- 2007: New Breath / Hey! (Alt < Del)
- 2008: Save / Krak Hunter (Alt < Del)
- 2009: Red Sign / Acid Eyes (Because)
- 2009: Dead Lazers (Because)
- 2009: Batcaves (Because)
- 2011: Resistance Alpha / Rise (Because)

### Temas adicionales
- "Le Fessier (T.O.C. Remix)" en Disque Compact, Pièces Détachées por Gangpol und Mit.
- "My 22 Years" en el compilado Klip! Klap! Force! editado por wwilko.
- "Race-C" en el compilado Seriously Underground Shit Found In The Trunk Of A Mini Parked Underneath The Eiffel Tower editado por Musik Experience.
- "Intimacy" en I Regret Not Having Kissed You editado por Dokidoki.